# Аралбай Онгарбекулы
Аралбай Онгарбекулы, каз. Аралбай Оңғарбекұлы (1854—1914), — казахский акын конца XIX-го — начала XX-го века, мусульманский религиозный авторитет и учитель в прикаспийской местности Акшабас-Айракты. В поместной религиозной литературе его называют «высоким предком».
Некоторые его стихи пользовались большой популярностью и, передаваясь из уст в уста, сохранились в фольклорной традиции; после первой публикации в 1935 году, перепечатываются в наиболее полных сборниках и антологиях казахской поэзии как выдающиеся образцы лирического и эпического стихотворчества кочевых народов Юго-Западного Казахстана.

## Биография
Традиционно считается, что Аралбай родился в прикаспийской местности Каракум (ныне — Мангыстауская область) в 1854 году и умер там же в 1914. Однако высказывались мнения, что традиционные даты условны и установлены этнографами, собиравшими народные предания, — со слов людей, плохо знавших Аралбая и его родню; будто бы есть свидетели последних лет жизни акына, утверждавших, что в 1917-м году он был ещё жив и рыбачил, как обычно, в местностях Айракты, а родился не в 1854-м, а в 1855-м году. — Предлагались уточнённые даты жизни: 1855—1918.
Аралбай, скорее всего, происходил из рода Адай, часто кочевавшего в степях Мангышлака и Устюрта. Мальчик родился слабым, к тому же, рано осиротел, — его растили местные муллы. У священников он выучился грамоте и проявил отличные способности к изучению духовной литературы и к игре на домбре. Здоровье не позволило ему стать акыном в обычном смысле слова — человеком кочующим, легко выдерживающим все тяготы степных скотоводов. Он предпочитал книги и разговоры о мудрости Божьей, питаясь рыбной ловлей и охотой на птиц в камышах. Говорят, он был искусным не только в стихах, но и в поделках ручной работы.
Возмужав и достигнув определённого авторитета среди соплеменников, как один из самых учёных книжников Аралбай основал вместе с неким священником медресе и долгое время проповедовал в нём Слово Божие, используя при этом и свой дар акына. — Его стихи и песни призывали правоверных познавать мир, очищать разум и стремиться к добру, и разносились по всей Степи его учениками и слушателями.
В 1904-м году у Аралбая случилось несчастье — погиб его сын, Берекет. По одним сведениям 25-летний сын умер от болезни, по другим — сорвался, когда чистил колодец. В любом случае, горе Аралбая было бездонным. В тяжёлых размышлениях о жизни после смерти сына родились его самые прочувствованные и человечные стихи, его знаменитые «толгау» (размышления), «жалобы» и «утешения», рождавшие в слушателях живое сострадание и веру. Его лучшие стихи сравнивают со стихами классика туркменской поэзии Махтумкули.

## Избранные сочинения
Песни Аралбая записывались учёными в ходе этнографических экспедиций. Варианты разнятся и ведётся жаркая научная дискуссия о «подлинном Аралбае». Записи хранятся в фонде Центральной научной библиотеки Казахской академии наук, а также в отделе рукописей Института литературы и искусствава им. М. О. Ауэзова. Песни печатались в сборниках «Один из пяти иноходцев рода Адай» (1935), «Примеры древней литературы» (1967), «Ак берен» (1972), «Антология казахской поэзии» (1993), «Море сказаний» (1995).
Широко известны его стихи «Қашағанға мұңын шағуы», «Еңсесі кеткен жүйрікпін», «Жатырмысың, перзентім», «Меңешке айтқаны», «Жұт жылы», «Күрекешпен сөз қағыстыруы», «Келіні Меңешке шығарып берген жоқтауы» и другие.

## Память
Именем Аралбая Онгарбекулы названа улица в селе Тенге, — село расположено недалеко от мест, где поэт провёл всю жизнь. День его рождения — 28 декабря 1854 года отмечался как памятный день казахского календаря в 2004-м году, в связи со 150-летием мангыстауского акына.